# Rooftops (A Liberation Broadcast)
Rooftops è il primo singolo estratto dall'album Liberation Transmission dei Lostprophets. La canzone è la seconda con maggior successo della band dopo 4AM Forever.
Nel 2009 la canzone è stata usata per un video-tributo al wrestler Jeff Hardy